# مارسل اگر
مارسل اگر (انگلیسی: Marcel Eger؛ زادهٔ ۲۳ مارس ۱۹۸۳) بازیکن فوتبال اهل آلمان است.
از باشگاه‌هایی که در آن بازی کرده‌است می‌توان به باشگاه فوتبال برنتفورد و باشگاه فوتبال سن پائولی اشاره کرد.